# Лоренци, Серджио
Серджио Лоренци (итал. Sergio Lorenzi; 21 апреля 1914[…], Лониго, Венеция — 16 марта 1974[…], Венеция) — итальянский пианист.
В детстве формировался под влиянием своего дяди, композитора Джузеппе Бечче. Учился в Падуанском музыкальном институте у Ренцо Лоренцони, затем совершенствовался в Париже под руководством Альфреда Корто и в Академии Киджи у Альфредо Казеллы.
Известен преимущественно как ансамблист. В 1939—1966 гг. играл в составе фортепианного квинтета Киджи (первая скрипка Риккардо Бренгола), ключевыми авторами репертуара были Роберт Шуман, Иоганнес Брамс, Антонин Дворжак, Сезар Франк, Эрнест Блох, Богуслав Мартину, Дмитрий Шостакович, Альберто Хинастера, Джан Франческо Малипьеро. С 1944 года и до конца жизни играл в дуэте с пианистом Джино Горини, вместе они записали произведения для двух фортепиано Брамса, Дворжака, Шостаковича, Клода Дебюсси, Ферруччо Бузони, Игоря Стравинского. Как аккомпаниатор выступал с виолончелистами Пабло Казальсом, Полем Тортелье, Гаспаром Кассадо, Энрико Майнарди, скрипачкой Пиной Кармирелли, кларнетистом Джузеппе Гарбарино.
С 1939 года преподавал в Консерватории Пезаро, затем в Академии Киджи, а также в Венецианской консерватории и с 1962 года в парижской Нормальной школе музыки (класс камерного ансамбля).